# جباله لخمیسی
جباله لخمیسی (به عربی: جبالة لخمیسی) یک شهرداری در الجزایر است که در Guelaât Bou Sbaâ District واقع شده‌است. جباله لخمیسی ۴٬۴۸۷ نفر جمعیت دارد.